# Islamska razvojna banka

Islamska razvojna banka (eng. Islamic Development Bank, IsDB) (arapski: البنك الآلاميك دعائمة) multilateralna je institucija za financiranje razvoja, koja ima fokus na financiranje islamskog svijeta sa sjedištem u Džedi u Saudijskoj Arabiji.

## Povijest
Ovu banku osnovali su 1973. godine ministri financija prve Organizacije islamske konferencije (sada se zove Organizacija islamske suradnje) uz potporu tadašnjeg kralja Saudijske Arabije (Faisala), i započela je sa svojim aktivnostima 3. travnja 1975.
Dana 22. svibnja 2013. Islamska razvojna banka utrostručila je svoj odobreni kapital na 150 milijardi dolara kako bi bolje služila svojim klijentima. Banka je dobila kreditnu ocjenu AAA od kreditnih rejting agencija: Standard & Poor's, Moody's i Fitch. Saudijska Arabija drži otprilike jednu četvrtinu uplaćenog kapitala banke. Islamska razvojna banka ima status promatrača na Općoj skupštini Ujedinjenih naroda.

## Članstvo
Trenutno je u članstvu Banke 57 zemalja. Osnovni uvjet za članstvo je da potencijalna zemlja članica treba biti članica Organizacije islamske suradnje (OIC), uplatiti svoj doprinos kapitalu Banke i biti spremna prihvatiti uvjete o kojima može odlučiti Upravni odbor Banke.
Države glavni dioničari poredane prema uplaćenom kapitalu (od prosinca 2023.):
1. Saudijska Arabija (23,50%)
2. Libija (9,43%)
3. Iran (8,25%)
4. Nigerija (7,66%)
5. Ujedinjeni Arapski Emirati (7,51%)
6. Katar (7,11%)
7. Egipat (7,07%)
8. Kuvajt (6,92%)
9. Turska (6,45%)
10. Alžir (2,54%)